# Аццо V д’Эсте
Аццо V д’Эсте (итал. Azzo V d’Este; 1125—1193 или приблизительно 1130—1190) — итальянский аристократ, сын и наследник Обиццо I д’Эсте, маркграфа Милана.
В 1176 году Аццо женился на единственной дочери и наследнице Гуильельмо, лидера гвельфов Феррары. Благодаря этому браку д’Эсте приобрели обширные связи в этом городе, а после смерти Гуильельмо возглавили местных гвельфов, сосредоточив в своих руках власть над коммуной. Аццо жил в Ферраре, тогда как его отец пребывал в своих родовых владениях.
Аццо был женат на Маркизелле Аделарди, в этом браке родились Аццо VI и Агнесса, жена Эццелино II ди Онара.